# Cortado

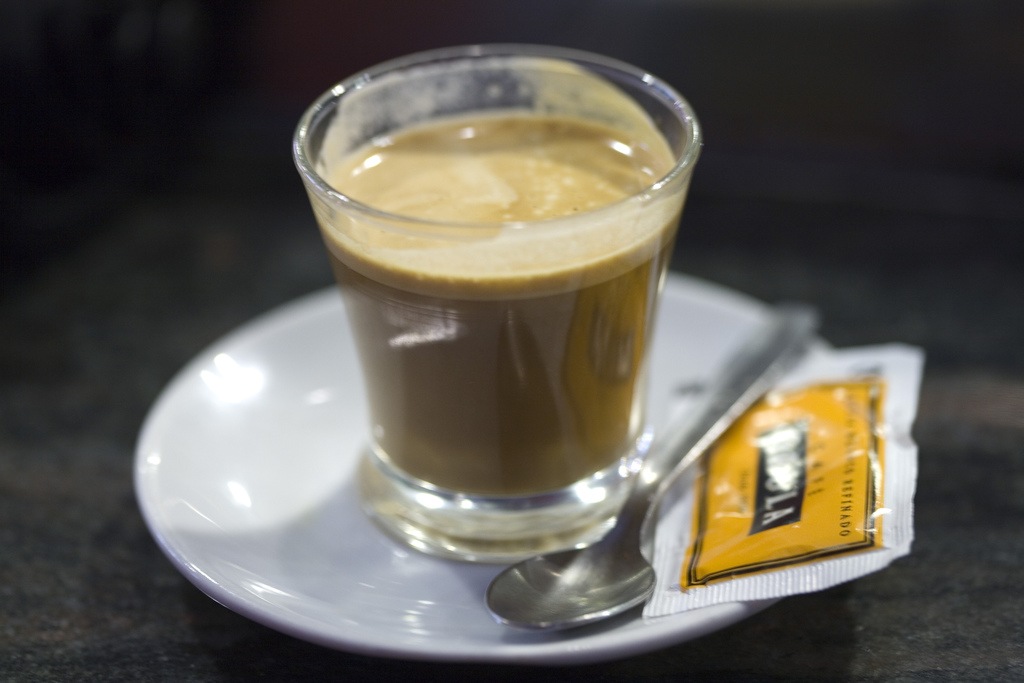
Café cortado

Cortado är det spanska namnet på en espresso med mjölk och dricks mest i Spanien, Portugal och på Kuba. Cortado på spanska betyder skuren, delad. Cortado består av en ungefär hälften ångad mjölk eller kondenserad mjölk och espresso, varför motsvarigheten på italienska är något mellan caffe macchiato som bara är märkt med lite skum och en cappuccino som innehåller ångad mjölk och rikligt med skum på toppen.

På vissa caféer (sällsynt) kallas denna dryck även för "handfast special" eller "handfast". 

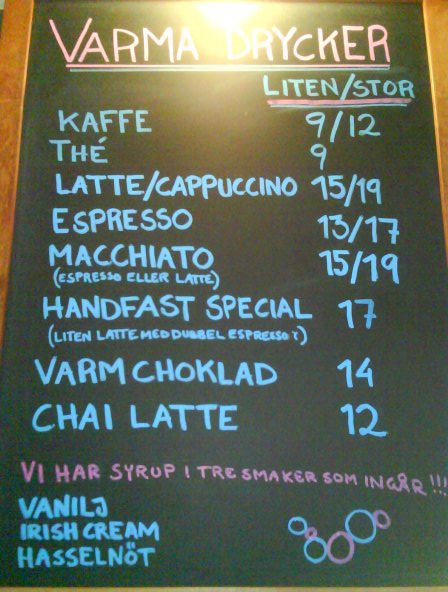
Handfast special